# The Oval (Londen)
The Oval is een cricketstadion in Londen (Engeland). 
Het stadion werd geopend in 1845 en er kunnen 27.500 toeschouwers in. 
In 1872 werd de eerste FA Cupfinale gespeeld op The Oval. Van 1874 tot en met 1893 was The Oval de plek voor de finale.
In de periode 1873 tot en met 1889 speelde het Engels voetbalelftal tien interlands op The Oval. 
Het Engels cricketelftal speelde zijn eerste Testcricket op Britse bodem op The Oval in september 1880 tegen Australië.